# Bobîlivka, Hluhiv
Bobîlivka (în ucraineană Бобилівка) este un sat în comuna Ulanove din raionul Hluhiv, regiunea Sumî, Ucraina.

## Demografie
Componența lingvistică a localității Bobîlivka
     Rusă (100%)
Conform recensământului din 2001, toată populația localității Bobîlivka era vorbitoare de rusă (100%).